# Tiraque
Tiraque est une ville du département de Cochabamba en Bolivie, et le chef-lieu de la province de Tiraque. Sa population s'élevait à 1 906 habitants en 2001.